# May Clark
Pour les articles homonymes, voir Clark.

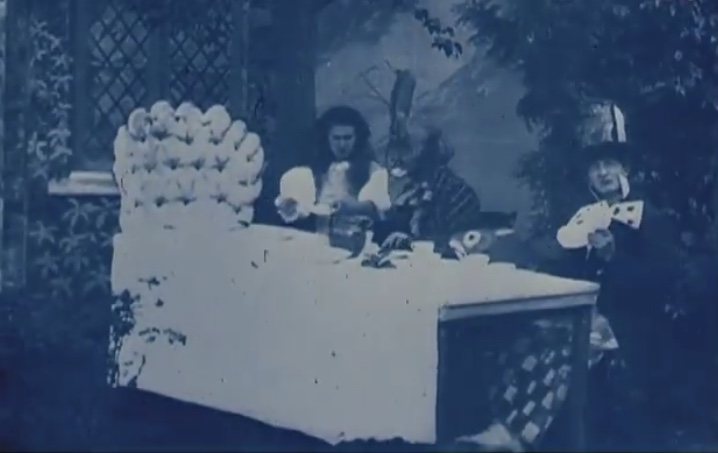
May Clark (à gauche) dans une scène du film Alice in Wonderland réalisé par Cecil Hepworth (1903).

May Clark (1er juin 1885 –  17 mars 1971) est une actrice britannique du cinéma muet, également réalisatrice.
Elle est la première actrice à incarner Alice dans les multiples adaptations des aventures d'Alice au pays des merveilles.

## Biographie
Entre 1900 et 1908 elle travaille pour Cecil Hepworth dans les Walton Studios à Walton-on-Thames. Son rôle le plus remarquable est celui d'Alice dans Alice in Wonderland en 1903. Elle se marie en 1917 avec Whitten, l'acteur qui jouait le Chapelier fou dans Alice.

## Filmographie
- 1900 : How It Feels to Be Run Over de Cecil Hepworth : la passagère
- 1901 : Interior of a Railway Carriage
- 1902 : The Frustrated Elopement
- 1902 : That Eternal Ping Pong
- 1902 : Peace with Honour : Britannia
- 1902 : The Call to Arms
- 1902 : The Topsy-Turvy Villa
- 1903 : Only a Face at the Window
- 1903 : The Knocker and The Naughty Boys
- 1903 : Alice in Wonderland : Alice
- 1903 : The Neglected Lover and The Stile
- 1903 : The Joke that Failed
- 1904 : The Parson's Cookery Lesson
- 1904 : The Slavey's Dream
- 1904 : The Great Servant Question
- 1904 : The Honeymoon: First, Second and Third Class
- 1905 : Rescued by Rover de Lewin Fitzhamon : la nourrice
- 1905 : The Villain's Wooing
- 1907 : Perserving Edwin
- 1907 : A Seaside Girl
- 1907 : The Artful Lovers
- 1908 : The Gentleman Gypsy
- 1912 : The Adventures of Dick Turpin-Two Hundred Guineas Reward, Wanted Dead or Alive
- 1912 : The Winsome Widow